# Pedro Ruiz de Camargo

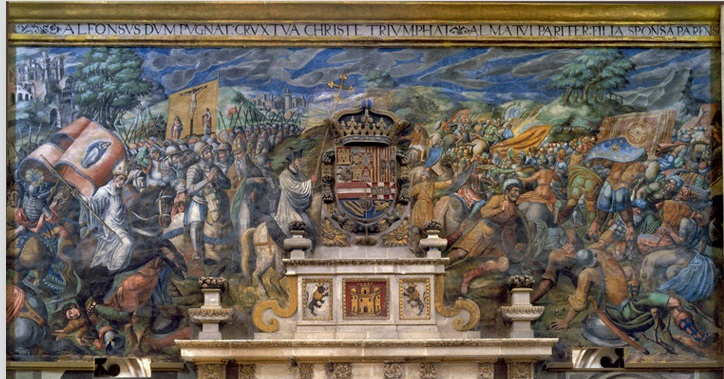
Batalla de las Navas de Tolosa, Monasterio de Santa María la Real de Las Huelgas, Burgos.

Pedro Ruiz de Camargo (ca. 1554-1606) fue un pintor manierista español activo en Burgos y su área de influencia.

## Biografía
Hijo del también pintor Gonzalo Ruiz de Camargo y hermano de Jerónimo Ruiz Camargo, futuro obispo de Ciudad Rodrigo, de Coria y de Córdoba, llegó a ser el pintor más reputado de Burgos en los años finales del siglo XVI, en los que trabajó tanto para la iglesia como para el ayuntamiento. 
De 1585 es la obra más antigua que con él se ha relacionado: la policromía del sagrario-relicario de la parroquial de San Millán de Cellorigo en La Rioja, en cuyas miniaturas se han advertido influencias de los frescos de Miguel Ángel en la bóveda de la Capilla Sixtina, que Ruiz de Camargo conocería a través de estampas.
En Burgos, el Regimiento de la ciudad le encomendó en 1593 y en unión con el también pintor Juan de Cea la pintura del sepulcro en alabastro de San Lesmes, patrón de la ciudad, obra del escultor y arquitecto Luis Gabeo. El mismo año encabezó la queja que los pintores burgaleses presentaron ante el cabildo catedralicio, que había asignado la policromía del retablo mayor a dos pintores foráneos: Diego de Urbina y Gregorio Martínez, en la que se decían capaces de igualarse a ellos y aún de superarles.
También en Burgos se documenta a su nombre una grisalla con la pintura de la Flagelación en la parroquia de San Gil, por la que en 1596 cobró cien reales a cuenta.
En 1603 se trasladó con su taller a Santo Domingo de la Calzada para trabajar en la capilla funeraria del arzobispo de Zaragoza fray Bernardo de Fresneda en el convento de San Francisco.

## Obra
La utilización de estampas de origen flamenco, sirviéndose de brillantes colores, junto con el gusto por las figuras monumentales, de raíz escurialense, que se advierte en las pinturas del firmado retablo de Santo Domingo de Guzmán de la colegiata de Santa María del Campo, cuyas tablas con los misterios del Rosario pintó en colaboración con el taller, han hecho posible atribuirle algunas otras obras no documentadas, como el retablo de la Piedad de la iglesia de San Cosme y San Damián de Burgos, además de diversas pinturas conservadas en el monasterio de Las Huelgas, entre ellas la gran pintura al temple de la Batalla de las Navas de Tolosa.
De otro orden son las pinturas del intradós del Arco de Santa María, ejecutadas en 1600 para la entrada de los reyes Felipe III y Margarita de Austria en Burgos. Redescubiertas en 1877 y parcialmente conservadas, representó en ellas las figuras alegóricas de Juno, con la Luna y un pavo real, y Venus, con la flor de la anémona y Cupido, suspendidas sus disputas y puestas de acuerdo para garantizar larga descendencia a los regios esposos, según las inscripciones que las acompañan.